# Poecilostictus cothurnatus
Poecilostictus cothurnatus är en stekelart som först beskrevs av Johann Ludwig Christian Gravenhorst 1829.  Poecilostictus cothurnatus ingår i släktet Poecilostictus och familjen brokparasitsteklar. Arten är reproducerande i Sverige. Utöver nominatformen finns också underarten P. c. rufipes.